# Joey Yung Perfect 10 Live 2009
容祖兒 Perfect 10 黃金十年演唱會（英語：Joey Yung Perfect 10 Live 2009），是香港女歌手容祖兒首次於香港文化中心舉行的個人售票演唱會，亦是其入行十週年紀念演唱會。主辦機構為英皇娛樂，主題贊助為英皇鐘錶珠寶。

## 背景
1995年，容祖兒於香港文化中心大劇院舉辦的「Big Echo卡拉OK大賽」中贏得金獎及唱片公司合約而入行。適逢出道十週年，她特意選擇這個對她而言意義重大的場館來與歌迷慶祝，她亦以當年的參賽歌曲〈一首獨唱的歌〉（原唱：關淑怡）來為個唱揭開序幕。

## 發售
演唱會票價分別為港幣$580及$380，門票在2009年9月3日於城市電腦售票網公開發售。

## 場次
| 日期          | 開場時間          | 城市 | 國家/地區 | 場地               | 附註        |
| ------------- | ----------------- | ---- | --------- | ------------------ | ----------- |
| 2009年10月4日 | 下午3時正（日場） | 香港 | 香港      | 香港文化中心大劇院 |             |
| 2009年10月4日 | 晚上8時正（夜場） | 香港 | 香港      | 香港文化中心大劇院 | 嘉賓：Twins |

## 表演曲目
| Act 1 1. 一首獨唱的歌 2. 未知 3. 逃避你 4. 抱抱 5. 習慣失戀 6. 第一次我想醉 7. 歌姬 8. 忘憂草 9. Mad About You 10. 沙堡壘 11. 朱古力萬歲 12. 世上只有 13. 最後一課 14. 我的驕傲 15. Be True | Act 2 1. Medley 1. 你說得對 2. 今年新款 3. 扮了解 2. 暖光 3. 心花怒放 4. 跑步機上 5. 逃 6. 隆重登場 7. 越唱越強 8. 痛愛 9. 可歌可泣 10. 最好時光 11. 華麗邂逅 12. 16號愛人 Encore 1. 心淡（夜場與Twins合唱） |

## 影音產品
是次演出的影音產品於同年12月推出，除收錄上述表演曲目外，更特別訪問了容的好友及事業上的夥伴，如第一位經理人 Apple、現任經理人 Mani、前公司高層李進、音樂監製王雙駿、伍樂城、舒文、歌手朋友張敬軒、何韻詩、Twins 等，輯錄成音樂特輯《Perfect 10 Documentary》，講述其入行經過及台下生活點滴。

### 推出版本
- 平裝版 (3DVD)[2]
- 精裝版 (2CD+3DVD)[3]
- 藍光版 (Blu-ray)[4]
- 限量珍藏版 (24K Gold 2CD) [5]
- 重新發行版 (2CD) [6]

### 所獲獎項
- IFPI香港唱片銷量大獎2009——最暢銷本地現場錄製音像 [7]